# Hans-Dietrich Rzadtki
Hans-Dietrich Rzadtki (* 1957) war von 2009 bis 2023 Präsident des Amtsgerichts Hamburg und als solcher Dienstvorgesetzter der Beschäftigten auch aller anderen hamburgischen Amtsgerichte.

## Leben
Hans-Dietrich Rzadtki trat 1988 in den Hamburger Justizdienst ein. Ab April 1989 war er als Referent im Landesjustizprüfungsamt tätig. Im März 1991 erfolgte seine Ernennung zum Richter am Amtsgericht. Am Amtsgericht Hamburg-Altona wurde er bis Ende 1995 als Zivil- und Vormundschaftsrichter eingesetzt und nahm ab Januar 1996 hauptsächlich Aufgaben im Präsidialbereich des Amtsgerichts Hamburg wahr. Zwischenzeitlich erfolgte Anfang 2000 eine sechsmonatige Abordnung an das Hanseatische Oberlandesgericht. Im Februar 2003 wurde Rzadtki zum ersten Direktor des neu gegründeten Amtsgerichts Hamburg-St. Georg ernannt.
Rzadtki wurde am 14. Januar 2009 vom Richterwahlausschuss als Nachfolger von Heiko Raabe gewählt und am 30. Januar 2009 ernannt. Er war der von Justizsenator Till Steffen favorisierte Kandidat.
Er kritisierte mehrfach in den Medien den Personalmangel und schrieb mit Erika Andreß einen offenen Brief an die Hamburger Sozialsenatorin.
Rzadtki ist seit Oktober 2023 in Ruhestand.
Er ist Träger des Emil-von-Sauer-Preises 2024.